# Hellbillies
Hellbillies est un groupe norvégien de folk rock, originaire de Ål, Hallingdal. Avec seize albums sortis en 2021, il s'agit de l'un des groupes les plus prolifiques de la scène norvégienne.

## Histoire
Le groupe se forme en 1990 à Ål, Hallingdal. En 1992 sort leur premier album, Sylvspente Boots. Leurs premiers albums incluent souvent des morceaux d'artistes de country américains, avec Hellbillies qui écriront des paroles en norvégiens. Ce groupe se distingue par des textes chantés uniquement en dialecte hallingdal. Le style musical des Hellbillies, aux fortes connotations folk et country, explique la collaboration du groupe avec certains artistes des États-Unis, tels que Rob Hajacos.
En 2013, les Hellbillies participent au Kongsberg Jazz Festival avec Ola Kvernberg au violon, et Mathias Eick à la trompette. En 2013 toujours, ils contribuent à l'ouvrage Tenk som en rockestjerne écrit par Ståle Økland.
Le 14 décembre 2013, Arne Moslåtten joue son dernier concert avec Hellbillies, mais continue avec la direction et l'écriture de chansons. Le 12 mars 2016, Arne Henry Sandum joue également sa dernière performance avec Hellbillies, et Egil Stemkens devient le nouveau bassiste. Le 4 avril 2016, le groupe se rend à nouveau à Prague pour enregistrer son prochain album studio, Søvnlaus, sur SONO Records.  L'album sort le 14 octobre 2016.
Après 30 ans sur la route en tant que groupe, ils devaient se lancer en 2020 dans une longue tournée qui s'est étalée sur la majeure partie de l'année, suivie d'un nouvel album que le groupe enregistre à l'automne 2019. Le 5 février 2020, Hellbillies sort l'EP I Eksil på Sundrehall, qui contient quatre nouvelles chansons du prochain album.  Après une longue période de pandémie et de nombreuses sorties en concert, l'album Blå Dag sort le 10 septembre 2021, et le groupe repart. Lors du Spellemannprisen 2021, ils reçoivent le prix d'honneur.  De plus, ils sont nommés dans la classe Country pour Blå Dag.
En 2021, le groupe compte seize albums — dont une collection et trois albums live — et trois DVD live.  Ils font partie des groupes les plus populaires de Norvège.

## Membres

### Membres actuels
- Aslag Haugen - guitare, chant
- Lars Håvard Haugen - guitare électrique
- Bjørn Gunnar Sando - percussions
- Arne Moslåtten - guitare acoustique, flûte, percussion (1990-2013), paroles (depuis 1990)
- Lars Christian Narum - piano (depuis 2003)
- Egil Stemkens - guitare basse (depuis 2016)

### Anciens membres
- Arne Henry Sandum - guitare basse (1990-2016)
- Trond Nagell Dahl - piano (2001-2003)

## Discographie
- 1992 : Sylvspente Boots
- 1993 : Pela Stein
- 1995 : Lakafant
- 1996 : Drag
- 1997 : LIVe LAGA
- 1999 : Sol Over Livet
- 2001 : Urban Twang
- 2002 : CoolTur
- 2004 : Niende
- 2006 : Røta - Hellbillies beste (best-of)
- 2007 : Spissrotgang
- 2010 : Leite etter Lykka
- 2012 : Tretten
- 2014 : Levande LIVe
- 2016 : Søvnlaus
- 2021 : Blå Dag